# We Are One (Ole Ola)
We Are One (Ole Ola) ist ein Lied des US-amerikanischen Rappers Pitbull, das in Zusammenarbeit mit den Sängerinnen Jennifer Lopez und Claudia Leitte entstand. Es wurde am 8. April 2014 als offizielle Hymne der Fußball-Weltmeisterschaft 2014 veröffentlicht.

## Hintergrund

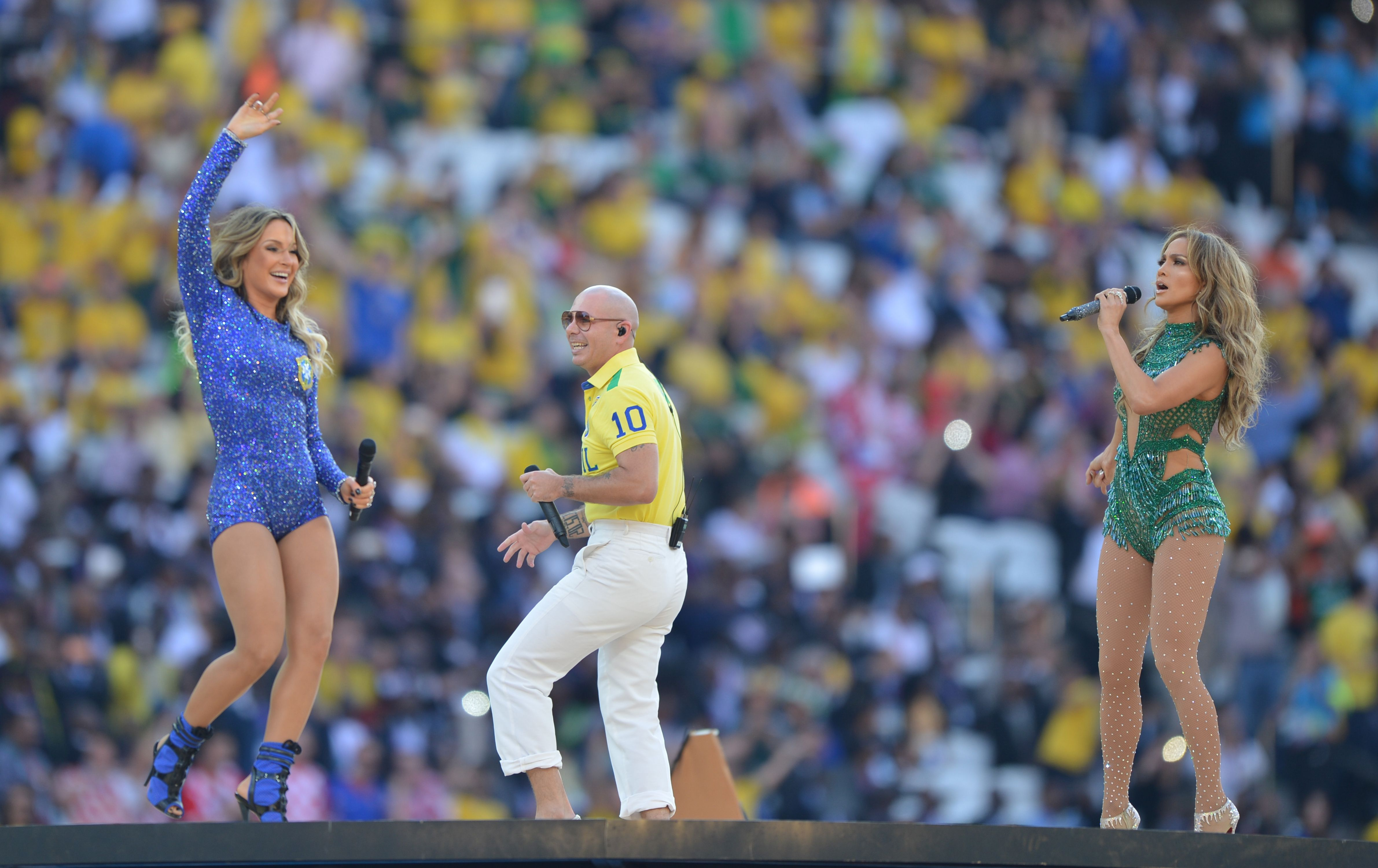
Claudia Leitte, Pitbull und Jennifer Lopez (v. l.) bei der Eröffnungsfeier der Fußball-Weltmeisterschaft 2014

Am 22. Januar 2014 wurde verkündet, dass We Are One (Ole Ola) als offizieller Song der Fußball-Weltmeisterschaft 2014 dienen wird. Es gab nach der Veröffentlichung insgesamt drei verschiedene Versionen des Titels. Der Original Mix, welcher in Deutschland als erstes veröffentlicht wurde, umfasste eine Länge von 3:42 Minuten. Der auf iTunes veröffentlichte Olodum Mix umfasste eine Länge von 3:56 Minuten. Nach der Eröffnungsfeier der Fußball-Weltmeisterschaft wurde eine spezielle Opening Ceremony Version mit einer Länge von 5:21 veröffentlicht.

## Rezeption

### Rezensionen
Carl Williott von Idolator bemängelte, dass im Song zu viel Pitbull und zu wenig Jennifer Lopez und Claudia Leitte zu hören sei, außerdem fand er, der Song sei ein Abklatsch von Waka Waka (This Time for Africa).

### Chartplatzierungen
| ChartsChartplatzierungen       | Höchstplatzierung | Wochen |
| ------------------------------ | ----------------- | ------ |
| Deutschland (GfK)              | 6 (22 Wo.)        | 22     |
| Österreich (Ö3)                | 6 (18 Wo.)        | 18     |
| Schweiz (IFPI)                 | 2 (16 Wo.)        | 16     |
| Vereinigte Staaten (Billboard) | 59 (6 Wo.)        | 6      |
| Vereinigtes Königreich (OCC)   | 29 (4 Wo.)        | 4      |

| ChartsJahrescharts (2014) | Platzierung |
| ------------------------- | ----------- |
| Deutschland (GfK)         | 41          |
| Schweiz (IFPI)            | 62          |

### Auszeichnungen für Musikverkäufe
| Land/Region               | Auszeichnungen für Musikverkäufe (Land/Region, Auszeichnung, Verkäufe) | Verkäufe |
| ------------------------- | ---------------------------------------------------------------------- | -------- |
| Deutschland (BVMI)        | Gold                                                                   | 150.000  |
| Frankreich (SNEP)         | —                                                                      | 35.000   |
| Italien (FIMI)            | Platin                                                                 | 30.000   |
| Mexiko (AMPROFON)         | Gold                                                                   | 30.000   |
| Schweiz (IFPI)            | Gold                                                                   | 15.000   |
| Spanien (Promusicae)      | Gold                                                                   | 30.000   |
| Vereinigte Staaten (RIAA) | Gold                                                                   | 500.000  |
| Insgesamt                 | 5× Gold · 1× Platin ·                                                  | 790.000  |

Hauptartikel: Pitbull (Rapper)/Auszeichnungen für Musikverkäufe